# Friedhofskapelle Salbke

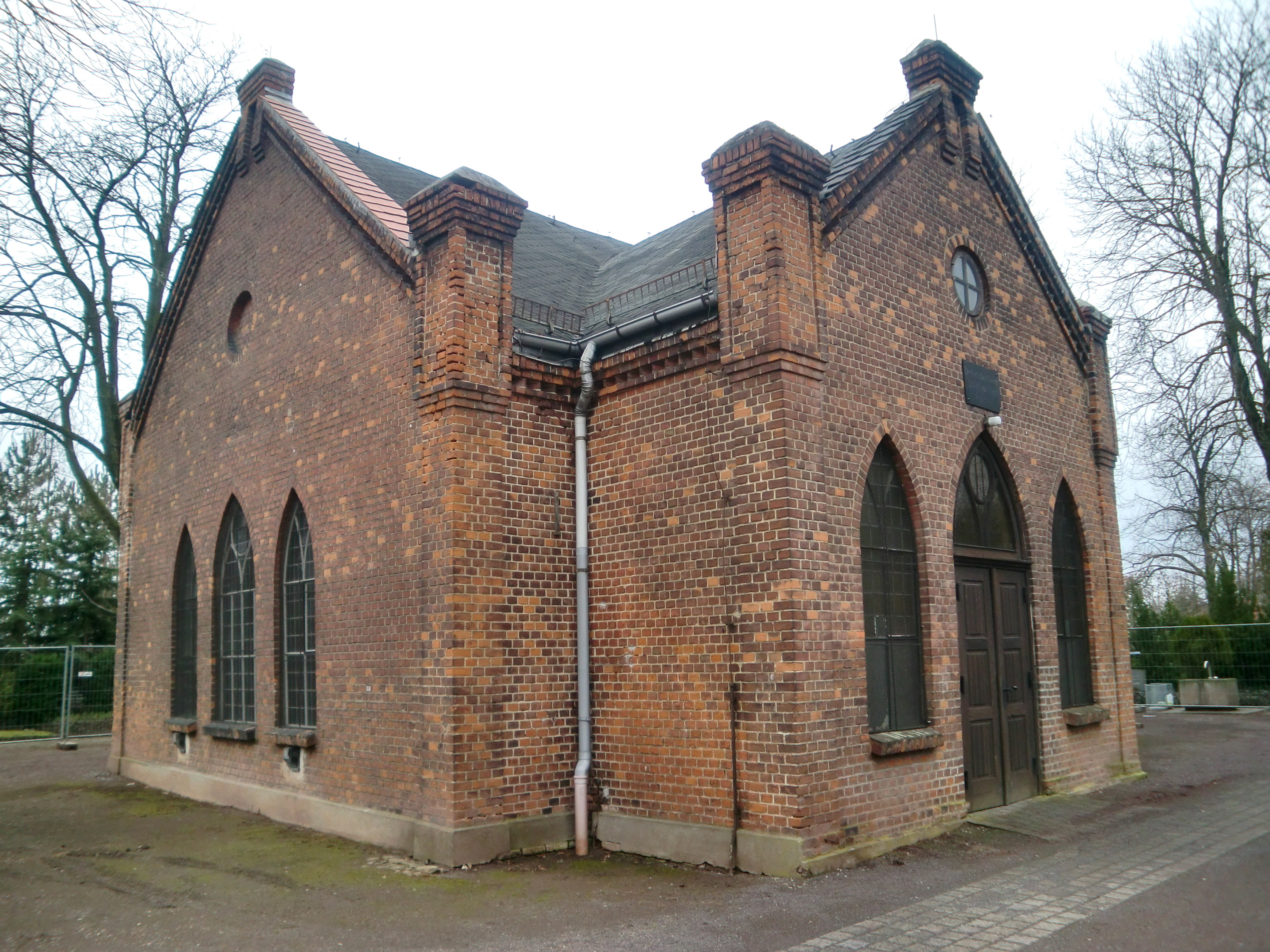
Alte Friedhofskapelle Salbke, Blick von Südosten

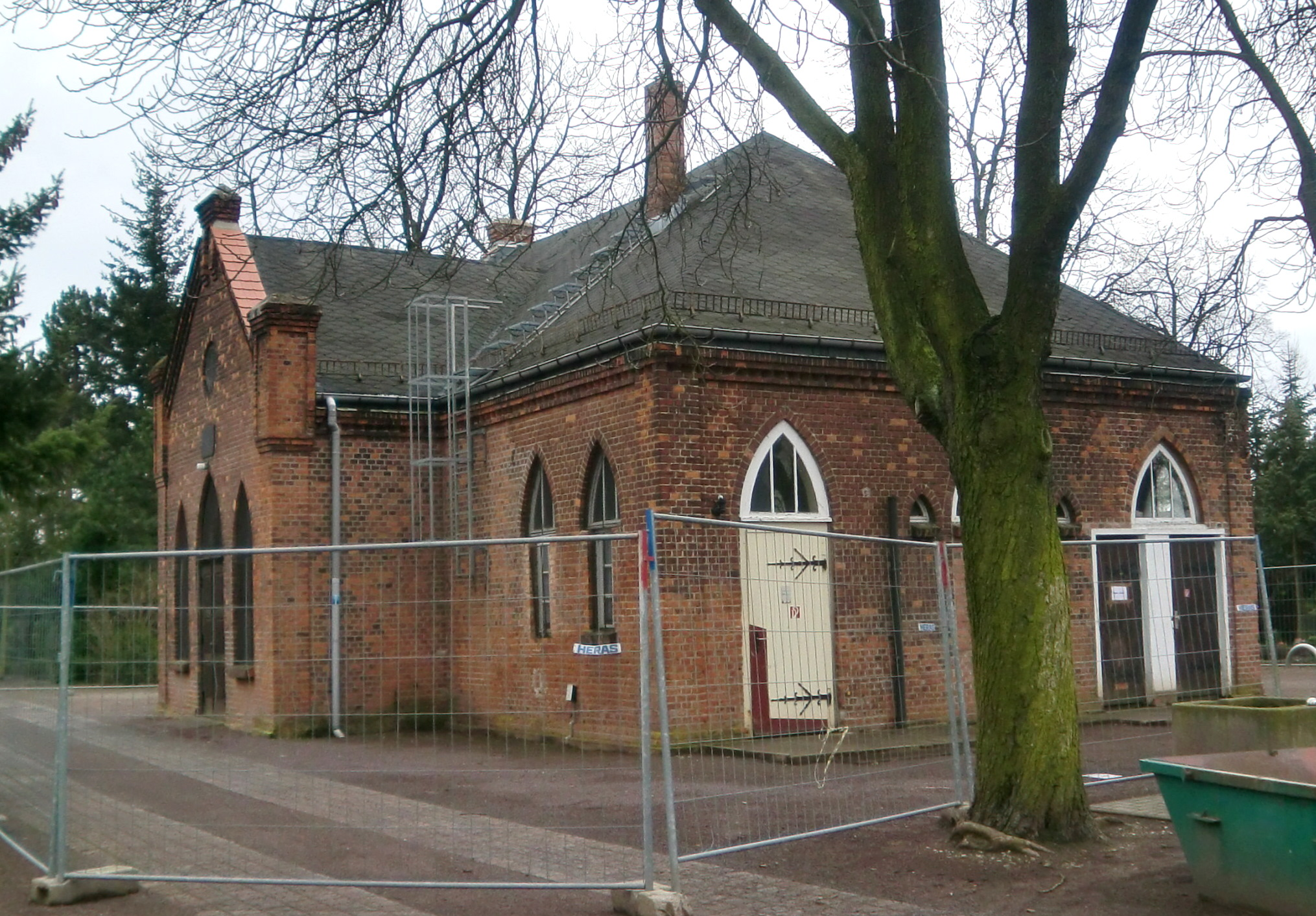
Blick aus nördlicher Richtung, mit Bauzaun zur Absperrung

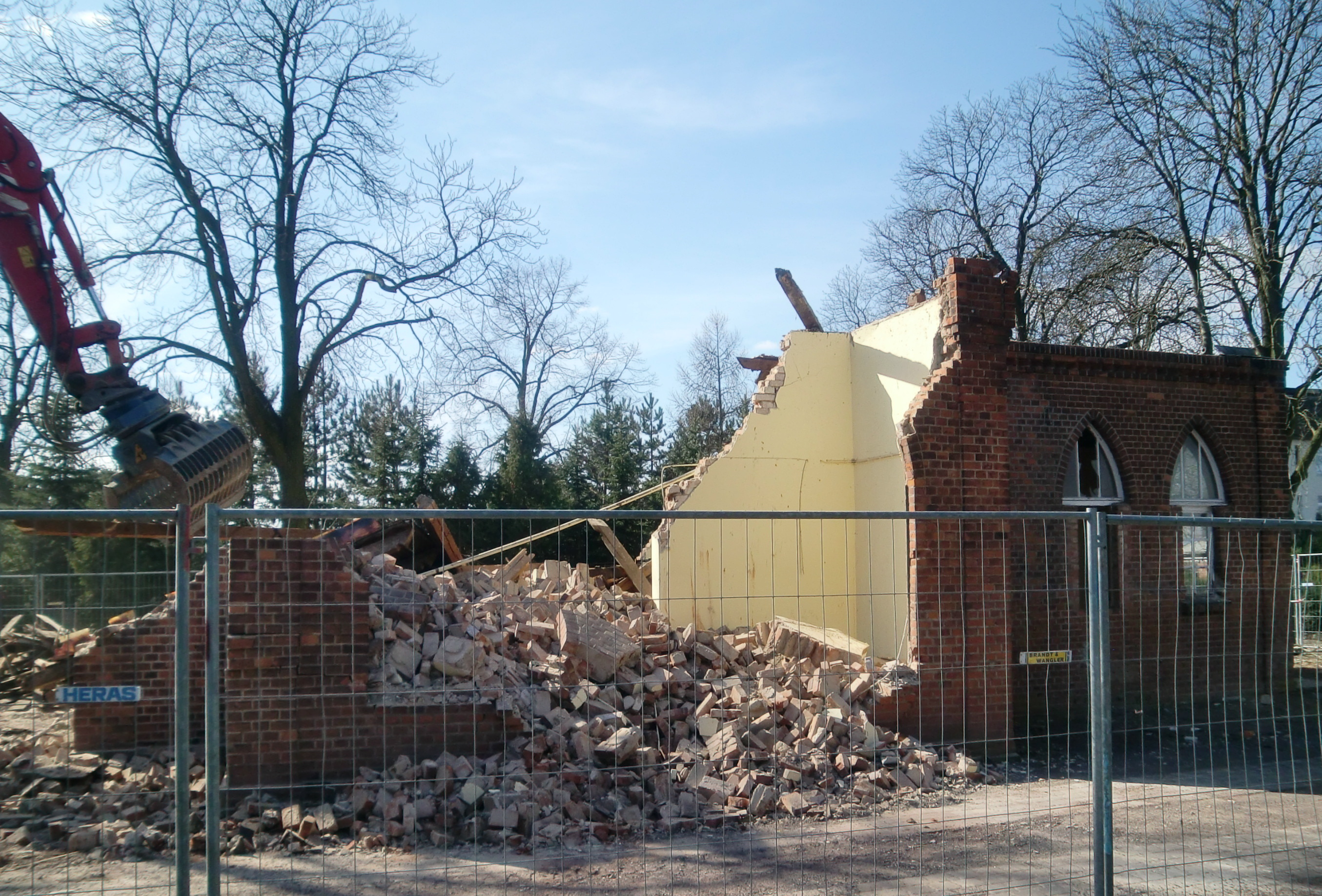
Abrissarbeiten am 20. März 2009

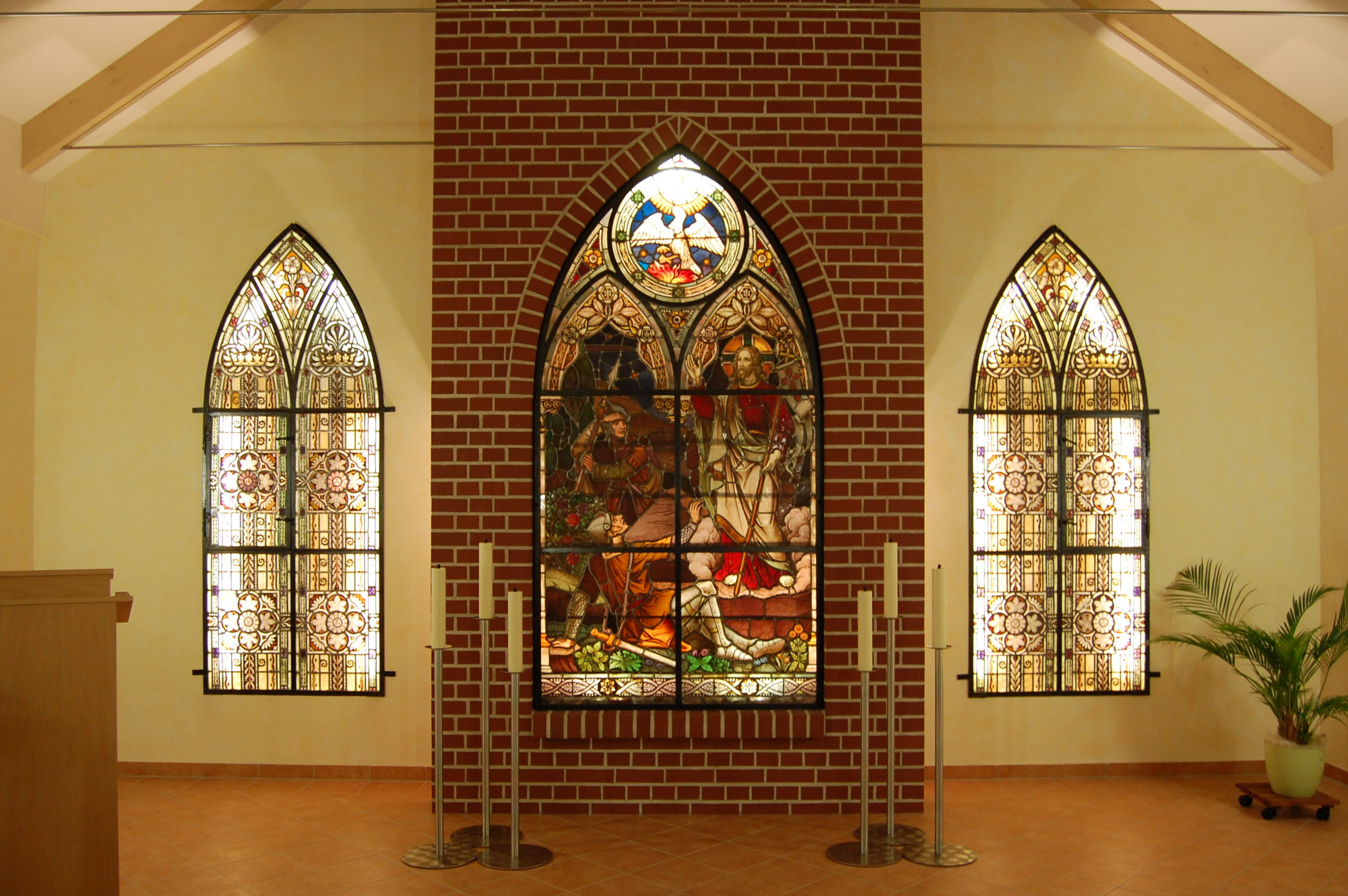
Restaurierte Fenster in der neuen Friedhofskapelle

Die Friedhofskapelle Salbke ist eine Friedhofskapelle auf dem Friedhof Salbke in Magdeburg.
Die heutige Kapelle ist der 2010/2011 entstandene Nachfolgebau einer kleinen unter Denkmalschutz stehenden Kapelle, die im März 2009 abgerissen wurde.
Die als schlichter Ziegelbau im Stil der Neogotik ausgeführte ursprüngliche Kapelle wurde Anfang des 20. Jahrhunderts auf dem im Jahr 1905 eröffneten Friedhof der Gemeinde Salbke errichtet. Die Kapelle bot Platz für 60 Gäste. Der Grundriss wies eine T-Form auf. An den Stirnseiten befand sich mittig im Giebel ein rundes Fenster. Die in Nord-Süd-Richtung ausgerichtete Feierhalle hatte große als Spitzbögen gestaltete Fenster, die durch schmales gusseisernes Maßwerk gegliedert wurden. An der Stirnwand hinter dem Katafalk befand sich eine Gruppe von drei Fenstern, die mit farbiger Glasmalerei verziert waren. Während das mittlere Fenster eine figürliche Darstellung zeigte, wiesen die beiden anderen Fenster Ornamente auf. Vermutlich in den 1920er Jahren entstand eine Erweiterung der Leichenhalle. Der Bau war als schlichte Friedhofsarchitektur dörflichen Charakters aus der Zeit des Späthistorismus bemerkenswert und unter Denkmalschutz gestellt.
Am 20. März 2009 erfolgte auf Veranlassung der Magdeburger Stadtverwaltung der Abriss der Kapelle wegen Baufälligkeit. Die Maßnahme wurde insbesondere von den Bewohnern Salbkes kritisiert. Es erfolgte eine Unterschriftensammlung zum Erhalt der Kapelle. Auch von Kommunalpolitikern gab es deutliche Kritik an den Abrissplänen. Kritisiert wurde die Vernachlässigung des öffentlichen Bauwerks, die zum schlechten Bauzustand geführt hatte, die Informationspolitik der Stadtverwaltung und die unter Kosten- und nicht unter Denkmalschutzgesichtspunkten gefällte Abrissentscheidung.
Die Glasmalereiarbeiten wurden vor dem Abriss geborgen. Am 7. Dezember 2009 beschloss der Stadtrat der Landeshauptstadt Magdeburg auf einen Antrag der bündnisgrünen Ratsfraktionen die Errichtung eines Ersatzneubaus. Am 9. November 2011 wurde der Neubau durch den Beigeordneten Klaus Zimmermann der Öffentlichkeit übergeben. Die Glasarbeiten aus der alten Kapelle wurden restauriert und sind in den Neubau eingefügt.